# Peritrox nigromaculatus
Peritrox nigromaculatus là một loài bọ cánh cứng trong họ Cerambycidae.